# 天主教穆龍貝教區
天主教穆龍貝教區（拉丁語：Dioecesis Morombensis）是馬達加斯加一個羅馬天主教教區，屬圖利亞拉總教區。
教區成立於1960年4月25日。2011年有教友37,293人（佔轄區總人口7.1%）、十一個堂區、廿四名司鐸。現任教區主教為齊格蒙特·拉巴什凱維奇。